# Latastia boscai
Espèce
Synonymes
- Latastia burii Boulenger, 1907
- Latastia wachei Werner, 1913
- Lacerta boscai arenicola Parker, 1942

Latastia boscai est une espèce de sauriens de la famille des Lacertidae.

## Répartition
Cette espèce se rencontre en Somalie, à Djibouti, en Érythrée et en Éthiopie.

## Liste des sous-espèces
Selon The Reptile Database (28 janvier 2013) :
- Latastia boscai arenicola (Parker, 1942)
- Latastia boscai boscai Bedriaga, 1884
- Latastia boscai burii Boulenger, 1907

## Étymologie
Cette espèce est nommée en l'honneur d'Eduardo Boscá y Casanoves.

## Publications originales
- Bedriaga, 1884 : Die neue Lacertiden-Gattung Latastia und ihre Arten. Annali del Museo Civico di Storia Naturale Giacomo Doria, vol. 20, p. 307-324 (texte intégral)
- Boulenger, 1907 : Descriptions of two new African lizards of the genus Latastia.. Annals and Magazine of Natural History, ser. 7, vol. 19, p. 392-394 (texte intégral).
- Parker, 1942 : The lizards of British Somaliland. Bulletin of the Museum of Comparative Zoology Harvard, vol. 91, no 1, p. 1–101 (texte intégral).